# ガレノ・デル・マル
ガレノ・デル・マル（Galeno del Mal, 2001年8月20日 - ）は、メキシコのメキシコシティ出身のプロレスラー。ガレノ（Galeno）のリングネームでも活動する。

## 経歴

### キャリア初期
2018年のクリスマスに17歳でデビューし、IWRGやAAAに参戦した。
2022年8月27日、IWRGインターコンチネンタル・ヘビー級王座を初戴冠した。

### GLEAT
2023年2月12日に初来日し、GLEATに初参戦。6人タッグマッチでKAZMA SAKAMOTO、クワイエット・ストームと組み、CIMA、T-Hawk、エル・リンダマンに勝利した。
2024年1月21日には田村ハヤトの持つG-REX王座に挑戦したが、敗れた。

### 全日本プロレス
2023年11月から12月にかけて開催された全日本プロレスの世界最強タッグ決定リーグ戦に、田村と組んで出場。勝ち点10点を獲得し、全12チーム中3チームタイの2位という好成績を収めた。

### プロレスリング・ノア
2024年7月13日、プロレスリング・ノアの日本武道館大会に初参戦。実兄のイホ・デ・ドクトル・ワグナー・ジュニアと組み、タッグマッチでドラゴン・ベイン、アルファ・ウルフに勝利した。11月30日の品川プリンスホテル Club eX大会で、イホ・デ・ドクトル・ワグナー・ジュニアとのタッグチームでGHCタッグ王者の丸藤正道&杉浦貴組に挑戦。ノアでのタイトル初挑戦となったが、敗北した。
2025年1月11日の後楽園ホール大会で、試合後のバックステージでTEAM 2000 Xの急襲を受けたオール・レベリオンのメンバーを救済。同ユニットへの加入を希望するとともに、TEAM 2000 XのOZAWAが保持するGHCヘビー級王座、同じくジャック・モリス&オモスが保持するGHCタッグ王座への挑戦を表明。オール・レベリオンへの加入は、その場でリーダーの清宮海斗が承諾した。また後日GHCヘビー級王座への挑戦、清宮と組んでのGHCタッグ王座への挑戦が決定。なおオール・レベリオン加入するとともに、リングネームを「ガレノ（Galeno）」へ改めた。

## 家族
ガレノは近親者にプロレスラー（ルチャ・ドール）が多い、レスラー一家である。以下はレスラーをしている、またはかつてレスラーをしていた近親者。
- 父：ドクトル・ワグナー・ジュニア（レイ・ワグナー）
- 母：ロッシー・モレノ
- 兄：イホ・デ・ドクトル・ワグナー・ジュニア
- 祖父：ドクトル・ワグナー（父の父）
- 祖父：アルフォンソ・モレノ（母の父）
- 叔父：シルバー・キング（父の弟）
- 叔母：エステル・モレノ（母の妹）
- 叔母：シンティア・モレノ（母の妹）
- 叔母：アルダ・モレノ（母の妹）
- 叔父：オリエンタル（母の弟）

## 得意技
ガレノ・スペシャル
立っている相手の正面に立った状態で、相手の胴体を両腕で抱え込み持ち上げたあと、相手の片足を自身の腿あたりにかけ、さらに相手のもう片足を自身のもう片方の腿にかける（ベアハッグのような状態）。その状態から相手の頭部を片腋に抱え、さらに両腕を相手の腋の下を通してクラッチ。相手をクラッチしたまま相手の体を前方に放り出し、相手の体がマットと水平になった時点で、相手もろとも横方向に180度ほど回転しながらマットへ背面から倒れ込み、その勢いで相手を背面からマットへ叩き付ける。

## 獲得タイトル
IWRG
- IWRGインターコンチネンタル・ヘビー級王座：1回

PCWウルトラ
- PCWウルトラ・ヘビー級王座：1回

ザ・クラッシュ・ルチャリブレ
- ザ・クラッシュ・タッグチーム王座：1回

w / イホ・デ・ドクトル・ワグナー・ジュニア
プロレスリング・ノア
- GHCナショナル王座：1回

プロレスリング・イラストレーテッド
- 現役プロレスラーTop500：329位（2024年）

## 入場テーマ曲
- クラック・ア・ボトル/エミネム